# Pembroke Hall Branch
Der Pembroke Hall Branch ist ein Wasserlauf im Corozal District in Belize. Er ist ein Mündungsarm des New River Der Pembroke Hall Branch fließt nach Norden zur Four Mile Lagoon (Ranchito Lagoon).

## Geographie
Der Pembroke Hall Branch verläuft in der Niederung des New River in ausgedehntem immergrünen Laubwald. Er bildet sich als Teil des New River in der Nähe von Caldonia und verläuft nach Norden, vorbei an Benque Viejo, Libertad und San Francisco. Das Klima in dem Gebiet ist Savannenklima.